# Bonnal
Bonnal és un municipi francès al departament del Doubs (regió de Borgonya - Franc Comtat. L'any 2007 tenia 25 habitants.

## Demografia

### Població
El 2007 la població de fet de Bonnal era de 25 persones. Hi havia 15 famílies de les quals 5 eren unipersonals (5 dones vivint soles i 5 dones vivint soles), 5 parelles sense fills i 5 parelles amb fills.
La població ha evolucionat segons el següent gràfic:

### Habitatges
El 2007 hi havia 21 habitatges, 14 eren l'habitatge principal de la família, 5 eren segones residències i 1 estava desocupat. 18 eren cases i 2 eren apartaments. Dels 14 habitatges principals, 12 estaven ocupats pels seus propietaris, 1 estava llogat i ocupat pels llogaters i 1 estava cedit a títol gratuït; 4 tenien tres cambres i 11 en tenien cinc o més. 8 habitatges disposaven pel capbaix d'una plaça de pàrquing. A 11 habitatges hi havia un automòbil i a 2 n'hi havia dos o més.

### Piràmide de població
La piràmide de població per edats i sexe el 2009 era:
| Homes | Edats   | Dones |
| ----- | ------- | ----- |
| 0     | 95 o +  | 0     |
| 0     | 90 a 94 | 0     |
| 0     | 85 a 89 | 0     |
| 0     | 80 a 84 | 0     |
| 4     | 75 a 79 | 4     |
| 0     | 70 a 74 | 0     |
| 0     | 65 a 69 | 0     |
| 0     | 60 a 64 | 0     |
| 4     | 55 a 59 | 0     |
| 0     | 50 a 54 | 0     |
| 0     | 45 a 49 | 0     |
| 4     | 40 a 44 | 8     |
| 0     | 35 a 39 | 0     |
| 0     | 30 a 34 | 0     |
| 0     | 25 a 29 | 0     |
| 0     | 20 a 24 | 0     |
| 0     | 15 a 19 | 0     |
| 4     | 10 a 14 | 0     |
| 0     | 5 a 9   | 4     |
| 0     | 0 a 4   | 0     |

## Economia
El 2007 la població en edat de treballar era de 16 persones, 10 eren actives i 6 eren inactives. De les 10 persones actives 9 estaven ocupades (5 homes i 4 dones) i 1 aturada (1 dona i 1 dona). De les 6 persones inactives 1 estava jubilada, 4 estaven estudiant i 1 estava classificada com a «altres inactius».
Activitats econòmiques
Dels 3 establiments que hi havia el 2007, 1 era d'una empresa de comerç i reparació d'automòbils, 1 d'una empresa d'hostatgeria i restauració i 1 d'una empresa de serveis.

## Poblacions properes
El següent diagrama mostra les poblacions més properes.